# Tliltocatl schroederi
Tliltocatl schroederi — вид павуків родини птахоїдів (Theraphosidae).

## Назва
Видова назва вшановує Штеффена Шредера, заводчика павуків, який розвів T. schroederi та надав автора таксона як біологічні спостереження, так і зразки.

## Поширення
Ендемік Мексики. Вид поширений в центральній долині штату Оахака на півдні країни. Типові зразки зібрані в околицях Акапулько.

## Опис
Самці завдовжки 34-36 мм; самиці більші, до 48 мм. Четверта найдовша нога завдовжки до 61 мм у самців і близько 47 мм у самиць. Тіло темно-коричневого або чорного забарвлення. У нього відсутні червоні волосинки на череві, які характерні для багатьох споріднених видів.